# Svetište Božjeg milosrđa na Ovčari

Svetište Božjeg milosrđa na Ovčari je prvo hrvatsko svetište Božjeg milosrđa. Nalazi se na brdašcu Ovčara kod Đakova.
Svetište Božjeg milosrđa na Ovčari kod Đakova nastalo je entuzijazmom i oduševljenjem mladog svećenika vlč. Marina Kneževića, koji je u Poljskoj doživio dublje iskustvo Božjeg milosrđa odakle je ova pobožnost krenula i proširila se po svijetu. Božje milosrđe pobožnost je Isusu Kristu povezana s Isusovim ukazanjima svetoj Faustini Kowalski. Dvije glavne teme pobožnosti su: povjerenje u Kristovu beskrajnu dobrotu i pokazivanje milosrđa drugima poput slapova Božje ljubavi prema bližnjemu.
U svetištu se nalaze: Slika Božjeg milosrđa s natpisom „Isuse, uzdam se u tebe”, kipovi Milosrdnoga Isusa, Blažene Djevice Marije - Majke milosrđa, sv. Faustine i sv. Ivana Pavla II. Od 2019. u Svetištu je pohranjena relikvija sv. Faustine Kowalske, poljske redovnice. Riječ je o komadiću svetičine kosti, pohranjene u pozlaćeni relikvijar, koji je izložen na čašćenje i štovanje vjernicima i hodočasnicima.
Svečana proslava 10. obljetnice svetišta Božjega milosrđa na Ovčari održala se 21. lipnja 2020. godine. Najviše se ljudi godišnje okupi na svetkovinu Božjeg milosrđa, prvu nedjelju nakon Uskrsa.